# Набор
Набор је облик који настаје континуираним деформацијама стена у Земљиној кори. Настају под дејством орогених кретања и могу се уочити у свим стенама које имају слојевитост или планаран распоред минерала, дакле у седиментним, метаморфним и тракастим или шкриљавим магматским стенама.

## Морфологија набора
Потпуни набор састоји се од антиклинале и синклинале. Антиклинала се обично дефинише као облик конвексан навише, мада овој дефиницији више одговара термин антиформа. За потпуно дефинисање антиклиналне структуре, потребно је познавати хронолошке односе геолошких јединица од којих је наборна структура изграђена. Посматрајући овај критеријум, антиклинала се може дефинисати као наборни облик, који у језгру садржи најстарије слојеве, а на крилима најмлађе. Слично се дефинише и синклинала - то је наборни облик који у језгру има најмлађе слојеве, а на крилима старије. По раније дефинисаном критеријуму, наборни облик конвексан наниже, носио би назив синформа.
Превојна подручја синклинале и антиклинале називају се шарнири набора. Шарнир антиклинале је гребен (теме) набора, док је шарнир синклинале дно набора. Делови набора који спајају шарнире су крила набора. Унутрашњи део синклинале или антиклинале, који лежи између крила, представља језгро набора.
Симетрална површ крила набора представља аксијалну површ антиклинале или синклинале. Код симетричних набора, аксијална површ дели антиклиналу или синклиналу на два једнака (симетрична) дела. Пресечна линија аксијалне површи и било које слојне површи у набору представља осу набора. Оса набора је његов најважнији елемент, јер се може посматрати и као генератриса набора – она би својим транслаторним синусоидалним кретањем образовала, геометријски посматрано, површ једног набора.
Раван, којом се могу повезати шарнири синклинале, или шарнири антиклинале, назива се анвелопа набора. Растојање између два суседна темена (или два суседна дна, у случају синклинале) по анвелопи, назива се распон набора. Нормално растојање анвелопе, конструисане по шарнирима антиклинала, и синклинала истог слоја, зове се амплитуда набора.
Угао, који је комплементан углу пада аксијалне површи, зове се угао вергенце, а смер према којем је аксијална површ отклоњена од вертикалне равни, назива се вергенца набора.
Интензитет набора (И) представља однос између амплитуде и распона набора (I=A/R).

## Класификација набора
Због своје сложености, набори су, током дугог низа година, истраживани, описивани и класификовани са различитих аспеката. Неки од најважнијих критеријума за класификацију набора су:
- положај аксијалне површи и крила набора према хоризонталној равни;
- однос крила према аксијалној површи;[9]
- облик шарнира;
- узајамни однос облика слојева у набору;[10][11]
- просторни облик осе;
- симетричност крила.

Све ове класификације су искључиво морфолошке, иако су неке од њих у тесној вези са кинематиком набирања подручја.

### Класификација по положају аксијалне површи и крила набора према хоризонталној равни
Код ове класификације основни критеријум представља просторни положај (углавном падни угао) аксијалне површи и однос крила према хоризонталној равни. По овим ознакама, могу се разликовати следеће врсте набора:
- усправан набор – има вертикалну аксијалну површ (угао вергенце је 0°);
- кос набор – аксијална површ је коса, а крила падају на супротне стране. Однос слојева на оба крила је нормалан;
- преврнут набор – са косом аксијаном површи и падом крила на исту страну. На повлатном крилу однос слојева је нормалан, а на подинском крилу слојеви су преврнути (инверсни);
- полегао набор – има хоризонталну или скоро хоризонталну аксијалну површ. Слојеви су, и код овог типа набора, нормални на повлатном, а преврнути на подинском крилу;
- загњурен набор – има угао вергенце већи од 90°.

### Класификација по односу крила према аксијалној површи
Основни критеријум за издвајање појединих типова по овој класификацији представља однос крила према аксијалној површи. Разликују се три типа набора:
- нормалан набор – онај, код кога крила конвергују према шарнирима;
- изоклин набор – има крила паралелна аксијалној површи. Због тога она имају исте или приближно исте елементе пада. Ако аксијална површ није вертикална, једно крило је тада увек преврнуто.
- лепезаст набор – има крила која конвергују супротно од шарнира набора.

### Класификација по облику шарнира
Идеалан цилиндрични набор има облик синусоиде. Међутим, у природи се никада не срећу идеални набори, већ најразличитија одступања од овог цилиндричног типа. По овом критеријуму, набори могу бити:
- угласти набори - имају шарнире који су сведени на уска превојна подручја, а крила често представљају скоро геометријски правилне равни.
- сандучасти набори - немају шарнире правилно савијене као код синусоидалних, него су шарнири двојни, сведени на уска подручја угластог савијања између којих лежи несавијено шарнирско подручје. Ови набори јављају се већином у крутим стенама.
- флексуре (моноклинале) и структурне терасе - представљају непотпуно развијене наборе (посматрано морфолошки). То су подручја нагле промене пада у једној серији која иначе има уједначен пад. Флексуре су подручја са падом стрмијим од регионалног, а структурне терасе су подручја са падом блажим од регионалног. Флексуре се веома често јављају у пластичним стенама као наставак раседа на местима где напрезања нису била довољно велика да изазову кидање, па су деформације остале у подручју пластичног обликовања. Структурне терасе су значајне у геологији нафте, јер могу послужити за одређивање места лежишта.